# Jean-Jacques Boussemart
Jean-Jacques Boussemart (ur. 11 kwietnia 1963 w Lourdes) – francuski lekkoatleta, sprinter.

## Kariera sportowa
Startował na dystansach od 100 metrów do 400 metrów, ale największe osiągnięcia miał w biegu na 200 metrów. Zajął 4. miejsce w tej konkurencji na mistrzostwach Europy juniorów w 1981 w Utrechcie, a sztafeta 4 × 100 metrów z jego udziałem została zdyskwalifikowana w finale. Na uniwersjadzie w 1983 w Edmonton zajął 5. miejsce w finale biegu na 200 metrów.
Zajął 8. miejsce w finale sztafety 4 × 100 metrów i odpadł w półfinale biegu na 200 metrów na mistrzostwach świata w 1983 w Helsinkach. Na igrzyskach śródziemnomorskich w 1983 w Casablance zdobył trzy medale: złoty w sztafecie 4 × 400 metrów (w składzie: Jean-Jacques Février, Hector Llatser, Aldo Canti, Boussemart) oraz srebrne w biegu na 200 metrów (za Pietro Menneą z Włoch) i w sztafecie 4 × 100 metrów. Zajął 7. miejsce w finale biegu na 60 metrów na halowych mistrzostwach Europy w 1984 w Göteborgu
Zajął 6. miejsce w finale biegu na 200 metrów i również 6. miejsce w finale sztafety 4 × 100 metrów na igrzyskach olimpijskich w 1984 w Los Angeles. Na mistrzostwach Europy w 1986 w Stuttgarcie zajął 8. miejsce w finale sztafety 4 × 400 metrów, a na mistrzostwach świata w 1987 w Rzymie odpadł w pólfinale tej konkurencji.
Był mistrzem Francji w biegu na 200 metrów w 1983 i 1984, wicemistrzem w biegu na 100 metrów w 1983, w biegu na 200 metrów w  1981 i 1986 oraz w biegu na 400 metrów w 1987, a także brązowym medalistą w biegu na 400 metrów w 1988. W hali był brązowym medalistą w biegu na 60 metrów w 1984 i w biegu na 400 metrów w 1990.
Rekordy życiowe:
- bieg na 60 metrów (hala) – 6,67 s (3 lutego 1984, Stuttgart)
- bieg na 100 metrów – 10,33 s (28 kwietnia 1984, Fort-de-France)
- bieg na 200 metrów – 20,41 s (1 lipca 1984, Villeneuve-d’Ascq)
- bieg na 400 metrów – 47,73 s (16 sierpnia 1987, La Chaux-de-Fonds)